# Friedrich-Carl Cranz
Friedrich-Carl Cranz, né le 14 novembre 1886 et mort le 24 mars 1941, est un général allemand ayant commandé la 18e division d'infanterie pendant la Seconde Guerre mondiale. Cranz est tué accidentellement le 24 mars 1941 par un tir ami pendant un entraînement. Il est enterré au cimetière des Invalides à Berlin.

## Biographie
Cranz s'engage le 14 janvier 1905 en tant que porte-drapeau dans le 113e régiment d'infanterie de l'armée prussienne, est promu lieutenant jusqu'à fin mai 1906 et est à partir d'octobre 1911 adjudant du 3e bataillon.

## Récompenses et décorations
- Croix de chevalier de la croix de fer le 24 mars 1941 en tant que Generalleutnant et commandant du 18.Panzer-Grenadier-Division.